# Miconia calvescens
Miconia calvescens, árvore de veludo ou miconia, é uma espécie de planta com flor da família Melastomataceae. É nativa do México e América Central e do Sul e tornou-se uma das espécies mais invasoras do mundo.
As árvores de Miconia podem florescer várias vezes por ano e dar frutos simultaneamente. As inflorescências são grandes panículas de flores brancas a rosa claro. Os minúsculos frutos roxos têm cerca de meio centímetro de diâmetro e são embalados com cerca de 120 a 230 sementes minúsculas. Os frutos doces são atrativos para pássaros e outros animais que dispersam as sementes. Uma árvore jovem com apenas duas panículas de flores pode produzir 200,000 sementes em sua primeira estação de frutificação. Essa produção pesada de sementes e o potencial de dispersão a longa distância ajudam a tornar a miconia uma ameaça invasiva. As sementes podem ficar adormecidas no solo da floresta por mais de 12 anos, e sempre que uma quebra no dossel permite que o sol ilumine em um pedaço do solo, as sementes ali germinam. Uma vez que as plantas atingem a altura máxima, suas enormes folhas escurecem todo o espaço abaixo delas, impedindo que qualquer outra planta cresça nas proximidades. Também possui um sistema radicular raso que facilita a erosão do solo.

## Descrição
| Caule                          | Caule                                                                                   |
| ------------------------------ | --------------------------------------------------------------------------------------- |
| tricoma no ramo jovem          | estrelado/dendroide                                                                     |
| Folha                          |                                                                                         |
| lâmina                         | elíptica/ovada/oblonga                                                                  |
| ápice                          | agudo/acuminado                                                                         |
| base                           | cordada/arredondada/cuneada/obtusa                                                      |
| margem                         | não ciliada/denticulada                                                                 |
| nervação                       | basal                                                                                   |
| número de nervura longitudinal | 5/3 mais 2 nervura intramarginal inconspícua/5 mais 2 nervura intramarginal inconspícua |
| indumento na face abaxial      | ausente/esparso/médio                                                                   |
| tricoma                        | ausente/estrelado séssil                                                                |
| Inflorescência                 |                                                                                         |
| flor                           | em glomérulo                                                                            |
| Flor                           |                                                                                         |
| forma do hipanto               | campanulado                                                                             |
| cálice                         | persistente                                                                             |
| lobo do cálice                 | truncado                                                                                |
| número de pétala               | 5                                                                                       |
| conectivo prolongado           | sim                                                                                     |
| apêndice do conectivo          | 2 lobo ventral                                                                          |
| cor das antera                 | branca                                                                                  |
| número de poro                 | 1                                                                                       |

## Distribuição
A espécie é encontrada nos estados brasileiros de Acre, Alagoas, Amazonas, Bahia, Ceará, Distrito Federal, Espírito Santo, Goiás, Minas Gerais, Mato Grosso do Sul, Mato Grosso, Pará, Pernambuco, Paraná, Rio de Janeiro, Rondônia, Santa Catarina, Sergipe e São Paulo.
Em termos ecológicos, é encontrada nos  domínios fitogeográficos de Floresta Amazônica, Cerrado e Mata Atlântica, em regiões com vegetação de mata ciliar, floresta de terra firme, floresta estacional semidecidual e floresta ombrófila pluvial.

## Espécie invasiva
O Grupo de Especialistas em Espécies Invasivas lista a árvore como uma das 100 espécies mais invasoras do mundo no Banco de Dados Global de Espécies Invasoras.
É conhecida por ser a pior planta invasora do Havaí, onde é comumente chamada de "praga roxa" (purple plague) e ameaça destruir ecossistemas inteiros. A árvore de veludo é conhecida por substituir o sub-bosque nativo das florestas montanhosas havaianas. A planta em si tem um sistema radicular raso em comparação com as espécies nativas. Esses sistemas radiculares mais rasos são incapazes de unir o solo, o que levou a deslizamentos de terra em certas regiões do Havaí.
As populações havaianas de miconia foram descobertas pela primeira vez na década de 1990 e, como o potencial invasor da planta já era bem conhecido, os esforços de controle e erradicação começaram imediatamente. O desenraizamento e herbicidas são usados para remover plantas, mas o controle biológico ainda não obteve grande sucesso. Equipes de voluntários costumam liderar expedições na floresta para remover manualmente as plantas de miconia.
No Sri Lanka, invade áreas de floresta montanhosa do interior. Forma povoamentos monoespecíficos que sombreiam a vegetação nativa.
É invasora também no Taiti.